# Cratyna longipennis
Cratyna longipennis är en tvåvingeart som först beskrevs av Franz Lengersdorf 1931.  Cratyna longipennis ingår i släktet Cratyna och familjen sorgmyggor.
Artens utbredningsområde är Norge. Inga underarter finns listade i Catalogue of Life.